# Guy Stern
Pour les articles homonymes, voir Stern.
Günther Stern dit Guy Stern, né le 14 janvier 1922 à Hildesheim (Hanovre), en Prusse (Allemagne), et mort le 7 décembre 2023 à Détroit (Michigan), est un Juif américain d'origine allemande, membre des Ritchie boys, qui participe aux interrogatoires en Allemagne avec l'armée américaine, durant la Seconde Guerre mondiale.

## Biographie
Guy Stern est né le 14 janvier 1922 à Hildesheim, Hanovre, en Prusse, en Allemagne,,.